# Saissetia coffeae
Saissetia coffeae är en insektsart som först beskrevs av Walker 1852.  Saissetia coffeae ingår i släktet Saissetia och familjen skålsköldlöss. Inga underarter finns listade i Catalogue of Life.

## Bildgalleri

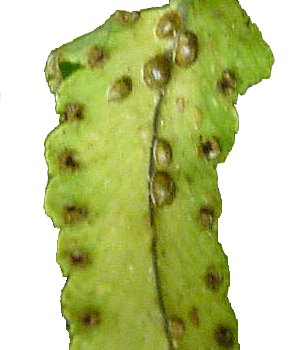